# Vinton (Luisiana)
Vinton é uma cidade  localizada no estado americano de Luisiana, na Paróquia de Calcasieu.

## Demografia
Segundo o censo americano de 2000, a sua população era de 3338 habitantes.
Em 2006, foi estimada uma população de 3159, um decréscimo de 179 (-5.4%).

## Geografia
De acordo com o United States Census Bureau tem uma área de
12,9 km², dos quais 12,6 km² cobertos por terra e 0,3 km² cobertos por água. Vinton localiza-se a aproximadamente 3 m acima do nível do mar.

## Localidades na vizinhança
O diagrama seguinte representa as localidades num raio de 24 km ao redor de Vinton.